# Landrévarzec
Landrévarzec [lɑ̃dʁevaʁzɛk] (en breton : Landrevarzeg) est une commune du département du Finistère, dans la région Bretagne, en France.

## Géographie
La commune fait partie du Pays Glazik et était membre de la Communauté de communes du Pays Glazik, fusionnée le 1er janvier 2017 avec la communauté d'agglomération de Quimper Bretagne Occidentale.
| Quéménéven | Cast         |       |
| Plogonnec  | Landrévarzec | Briec |
|            | Quimper      |       |

### Description

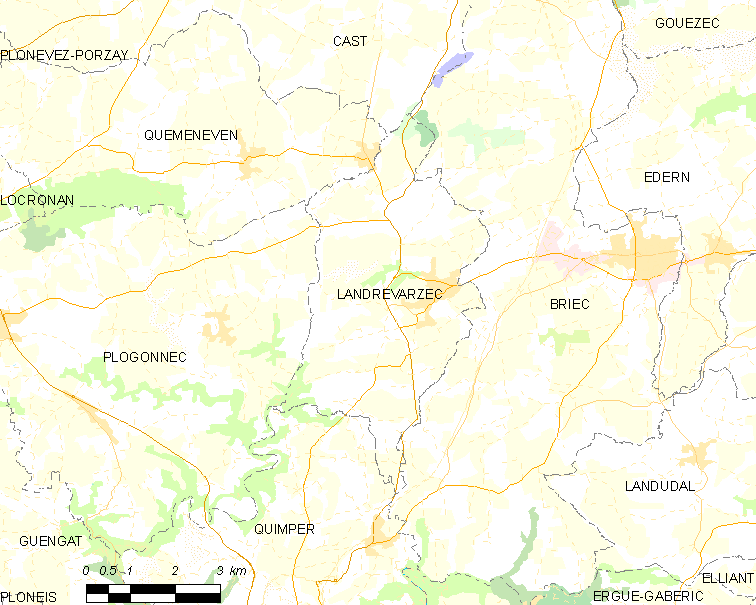
Carte de la commune de Landrévarzec.

Landrévarzec est une commune située à l'est du Porzay, au sud du prolongement occidental des montagnes Noires qui ne concerne pas la commune ; son relief est vallonné (les altitudes s'y échelonnent entre 151 mètres au nord-est du finage communal près de Ar Rouséo et 40 mètres au sud-ouest à Pont Kéo [Pont Quéau], le bourg étant vers 125 mètres d'altitude), limité à l'ouest par le Steïr (affluent de rive droite de l'Odet et qui sépare la commune de celle de Plogonnec), au sud-est et au sud par un affluent de rive gauche du Steïr (qui sépare Landrévarzec respectivement de la partie sud de Briec et de Quimper), au nord-ouest par le ruisseau du Moulin du Duc, autre affluent de rive gauche du Steïr (qui sépare la commune de celle de Quéménéven ; seules les limites nord et nord-est de la commune avec la partie nord de Briec ne suivent pas ds cours d'eau). D'autres petits affluents du Steïr traversent le territoire communal ou y trouvent même leur source, contribuant à accentuer le vallonnement du plateau d'un plateau situé en moyenne vers 120 à 140 mètres d'altitude, mais réduit à l'état de lambeaux par les nombreuses vallées qui le parsèment.
Le paysage rural traditionnel est celui du bocage avec un habitat dispersé en de nombreux écarts formés de hameaux et de fermes isolées, le bourg étant par le passé d'importance modeste. Le hameau de Quilinen, situé au sud du bourg, dispose d'une notoriété due bien sûr à sa chapelle du XVe siècle, mais aussi à l'auberge de Quilinen, située dans une maison datant de 1897 et qui est le seul restaurant traditionnel du Pays Glazik. Le hameau a aussi un garage automobile (marque Peugeot) depuis 1936 et un Comité des Fêtes créé en 1984 par Hervé Le Grand. Par contre les bistrots et la boucherie ont disparu.
La situation de la commune à relative proximité de Quimper et qui est désormais incluse dans sa communauté d'agglomération explique une périurbanisation marquée par la création de plusieurs lotissements, principalement au sud et au sud-ouest du bourg traditionnel, qui s'est en conséquence largement étendu dans les dernières décennies du XXe siècle et du début du XXIe siècle ; le reste de la commune est assez peu touché par la rurbanisation, sensible toutefois autour de quelques hameaux comme Quilinen et Ti Sabl.

### Hydrographie
Pour un article plus général, voir Réseau hydrographique du Finistère.
La commune est située dans le bassin Loire-Bretagne. Elle est drainée par le Steir, le ruisseau du Moulin du Duc et divers autres petits cours d'eau,.
Le Steir, d'une longueur de 28 km, prend sa source dans la commune de Cast et se jette  dans l'Odet à Quimper, après avoir traversé six communes. 

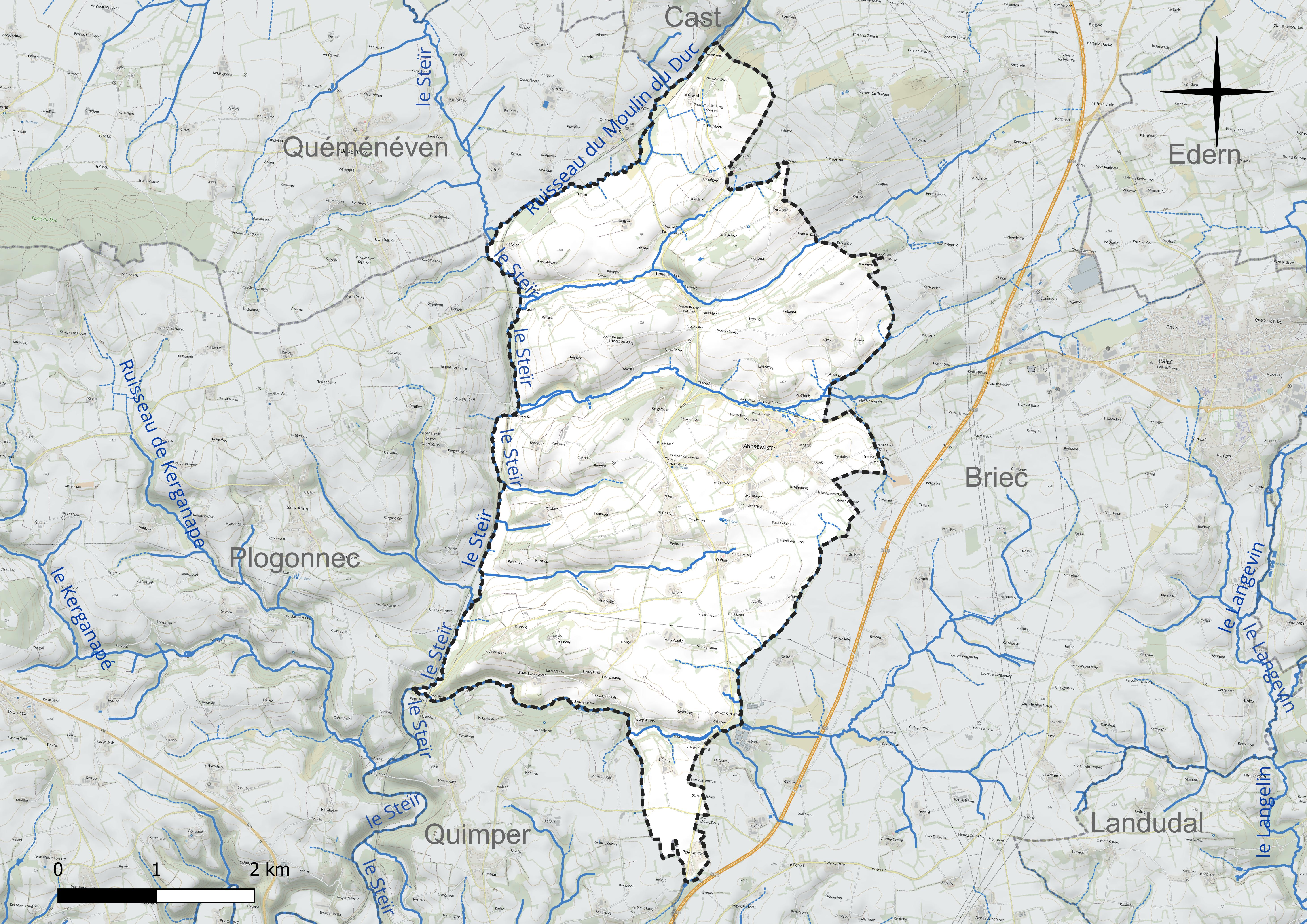
Réseau hydrographique de Landrévarzec.

### Climat
Pour des articles plus généraux, voir Climat de la Bretagne et Climat du Finistère.
En 2010, le climat de la commune est de type climat océanique franc, selon une étude du CNRS s'appuyant sur une série de données couvrant la période 1971-2000. En 2020, Météo-France publie une typologie des climats de la France métropolitaine dans laquelle la commune est exposée à un climat océanique et est dans la région climatique  Bretagne orientale et méridionale, Pays nantais, Vendée, caractérisée par une faible pluviométrie en été et une bonne insolation. Parallèlement l'observatoire de l'environnement en Bretagne publie en 2020 un zonage climatique de la région Bretagne, s'appuyant sur des données de Météo-France de 2009. La commune est, selon ce zonage, dans la zone « Monts d'Arrée », avec des hivers froids, peu de chaleurs et de fortes pluies.  
Pour la période 1971-2000, la température annuelle moyenne est de 11,2 °C, avec  une amplitude thermique annuelle de 11 °C. Le cumul annuel moyen de précipitations est de 1 164 mm, avec 16 jours de précipitations en janvier et 8,8 jours en juillet. Pour la période 1991-2020, la température moyenne annuelle observée sur la station météorologique la plus proche, située sur la commune de Pluguffan à 15 km à vol d'oiseau, est de 12,1 °C et le cumul annuel moyen de précipitations est de 1 214,4 mm,. Pour l'avenir, les paramètres climatiques de la commune estimés pour 2050 selon différents scénarios d'émission de gaz à effet de serre sont consultables sur un site dédié publié par Météo-France en novembre 2022.

### Transports
Le territoire communal est traversé par la D 770 (ancienne RN 170) qui passe à l'ouest du bourg, mais la commune est désormais principalement desservie par la voie express RN 165 (échangeur de Kerlez près de Briec), venant de Nantes et Quimper et allant sur Brest, même si cette route ne traverse pas la commune, empruntant un itinéraire situé juste à l'est sur le territoire de Briec). La D 61 relie la commune à cette voie express et à Briec ; le bourg est à l'écart de ces principaux axes de circulation, desservi uniquement par des routes secondaires.
La voie ferrée Quimper-Brest emprunte la vallée du Steïr et, passant à sept reprises (dont une fois en tunnel à l'est du hameau de Kerolivier) d'une rive à l'autre du cours d'eau en coupant les lobes des méandres accentués de celui-ci, passant donc alternativement sur les confins orientaux du finage de Plogonnec et sur les confins occidentaux de celui de Landrévarzec ; la halte ferroviaire de Pont-Quéau et la gare de Quéménéven desservaient Landrévarzec, mais étaient éloignées du bourg ; elles sont désormais fermées.

## Urbanisme

### Typologie
Au 1er janvier 2024, Landrévarzec est catégorisée bourg rural, selon la nouvelle grille communale de densité à 7 niveaux définie par l'Insee en 2022.
Elle est située hors unité urbaine. Par ailleurs la commune fait partie de l'aire d'attraction de Quimper, dont elle est une commune de la couronne,. Cette aire, qui regroupe 58 communes, est catégorisée dans les aires de 200 000 à moins de 700 000 habitants,.

### Occupation des sols
L'occupation des sols de la commune, telle qu'elle ressort de la base de données européenne d'occupation biophysique des sols Corine Land Cover (CLC), est marquée par l'importance des territoires agricoles (91,1 % en 2018), une proportion sensiblement équivalente à celle de 1990 (90,6 %). La répartition détaillée en 2018 est la suivante : 
terres arables (48 %), zones agricoles hétérogènes (28,3 %), prairies (14,8 %), forêts (4,1 %), zones urbanisées (4 %), milieux à végétation arbustive et/ou herbacée (0,8 %). L'évolution de l'occupation des sols de la commune et de ses infrastructures peut être observée sur les différentes représentations cartographiques du territoire : la carte de Cassini (XVIIIe siècle), la carte d'état-major (1820-1866) et les cartes ou photos aériennes de l'IGN pour la période actuelle (1950 à aujourd'hui).

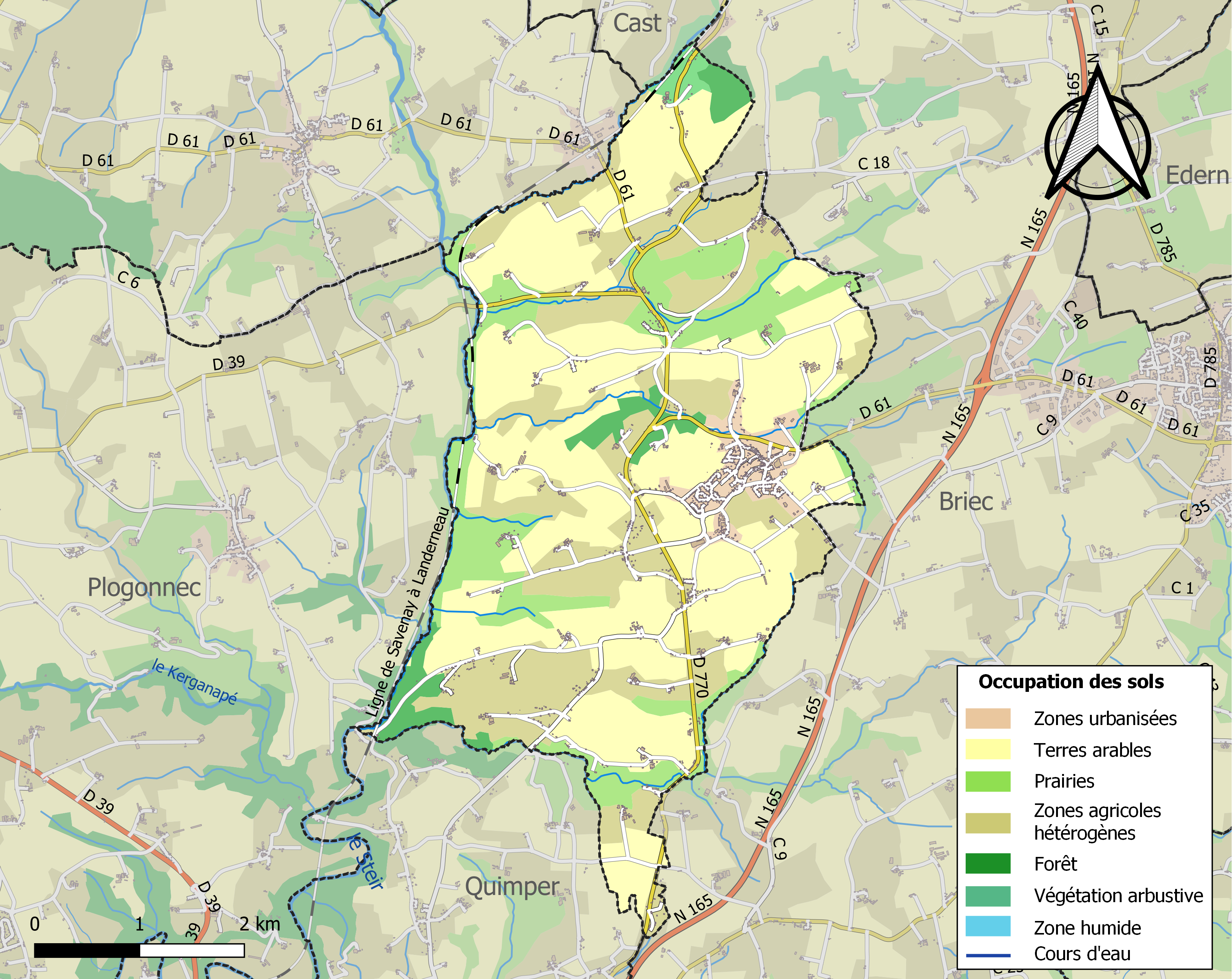
Carte des infrastructures et de l'occupation des sols de la commune en 2018 (CLC).

## Toponymie
Le nom de la localité est attesté sous les formes Lan Trefharthoc,, Tref Harthoc aux XIe et XIIe siècles, Landrevarzec en 1426.
Landrévarzec vient du breton lan(n) (ermitage, monastère), de tre(f) (village) et de Harthog ou Harthoc, personnage venu d'outre-Manche.
Selon René Kerviler, saint Evarzec serait le patron primitif de Landrévarzec, où il a été remplacé par saint Guénolé, était un abbé du XIIe siècle appelé en latin sanctus Everardus. « Dans la commune de Landrévarzec, on honore saint Evarzec dont le nom semble résulter de la décomposition du nom de la commune en deux éléments : lann et Evarzec. Mais un texte du XIe siècle prouve que ce nom de lieu est formé de trois mots, les deux termes géographiques lann et tref, et le nom d'homme "Hartuc". L'inventeur plus récent la légende, qui ignorait les règles de la philologie, a imaginé un saint Evarzec absolument inconsistant ».

## Histoire

### Préhistoire
Des fragments de haches à douille furent trouvés en 1873 près du village de Brouguen en Landrévarzec. Cinq haches à douille en bronze furent trouvées à Kerlastrec en 1933.

### Antiquité
La voie romaine de Vorgium à Douarnenez passait par Landrévarzec, de même que celle allant de Châteaulin à Quimper (Aquilonia), qui passait dans le voisinage du bourg et de Quilinen.

### Moyen Âge
Selon le Cartulaire de Landévennec, un Breton originaire des Îles britanniques , dénommé Harthuc (Harzuc) aurait acheté au roi Gradlon 22 villæ qui auraient constitué le territoire de Landrevarzeg ("la terre de Harzuc") ; il l'aurait restitué à sa mort au roi Gradlon, lequel en aurait alors fait don à l'abbaye de Landévennec, qui en fit un prieuré.
La paroisse de Landrévarzec aurait été créée dans la deuxième moitié du XIIIe siècle ou au XIVe siècle ; elle apparaît pour la première fois en 1248, créée aux dépens de celle de Briec au profit de l'abbaye de Landévennec qui y tient le chef-lieu de sa seigneurie des Salles. (Quilinen n'en faisait pas partie, c'était une trève de Briec ; par contre la paroisse incluait Trolez). Elle fut longtemps desservie par des moines dépendant de l'abbaye de Landévennec, avant de l'être par des prêtres séculiers, mais l'abbé de Landévennec conserva le droit de présentation jusqu'en 1786, date à laquelle l'évêque de Cornouaille l'obtint.
Les dîmes étaient dues à l'abbaye de Landévennec.
Dès le XVe siècle la famille de Kerguelen habitait le manoir de Keranroc'h. Par son mariage en 1413 avec Guillaume de Kerguelen, Isabeau de Quistinic apporta à ce dernier la seigneurie de Keranroc´h et les droits de prééminence en l'église tréviale de Quilinen, même si la chapelle actuelle a probablement été construite par leur fils Guillaume II de Kerguelen, marié en 1449 avec Blanche de Launay, héritière de la terre de Penanjeun en Briec. Le manoir de Keranroc'h est resté dans la branche aînée de la famille de Kerguelen jusqu'à Olivier II, décédé en 1573 et passa ensuite aux mains de la branche cadette jusqu'au décès d'Hervé-Louis de Kerguelen en 1759, lequel n'avait pas d'héritier direct. Les restes de ce manoir sont situés sur le bord de la D 61 entre Briec et Landrévarzec au lieu-dit Kerroc'h.
Le manoir de Penanryun, après avoir appartenu à la famille de Launay, appartint aussi à la famille de Kerguelen à partir de 1553 (Olivier de Kerguelen, sieur de Keranroc'h, fut aussi sieur de Penanryun).

### Temps modernes

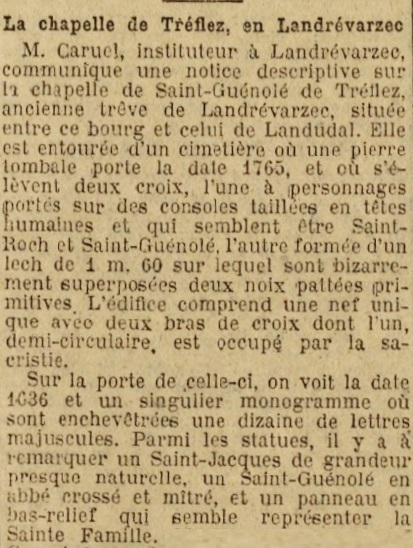
La chapelle de Tréflez (Trolez) décrite en 1931 (La Dépêche de Brest et de l'Ouest).

Un procès se déroula en 1648, opposant Hervé de Kerguelen, seigneur de Kerlès [Kerlez] et son fils, seigneur de Keranroc'h d'une part, et messire Sébastien Le Becquer, chanoine de Cornouaille et recteur de Kerfeunteun d'autre part à propos des droits honorifiques et prééminences que la famille de Kerguelen possédait dans l'église de Landrévarzec et l'église tréviale de Quilinen ; la famille de Kerguélen prouva qu'elle possédait « depuis les deux cents à trois cents ans et de tout temps immémorial les premières prééminences et marque honorifique de laditte église paroissialle de Landrévarzec comme armes en bosse et vittres, tombes, enfeus, bancqs, lissières funèbres et autres marques de fondateurs ». L'abbé Antoine Favé fait remarquer dans son article publié en 1898 qu'aucune trace de cela ne peut être désormais retrouvée sur place car l'église de l'époque a disparu, remplacée par une nouvelle église construite entre 1830 et 1848. Il en est de même pour le manoir de Keranroc'h, décrit dans le même article, où l'ancienne habitation seigneuriale a été remplacée par une maison datant de la deuxième moitié du XIXe siècle. Le lendemain les acteurs de ce procès se rendirent à l'église tréviale de Quilinen où le seigneur de Kerguélen fit aussi valoir ses droits.
Le manoir noble de Pergamon, situé dans la paroisse de Landrévarzec, appartenait à la famille Lantivy de Talhouet avant 1705 et passa alors dans la famille de Cornouaille par le mariage le 24 février 1705 en l'église de Briec de Marie-Anne de Lantivy avec Jacques de Cornouaille, écuyer et seigneur de Kerdu.
La seigneurie des Salles, située en Landrévarzec, dépendait de l'abbaye de Landévennec et sa justice seigneuriale, réunie à celle de Guellevain [Gulvain, en Edern], avait son siège au bourg de Landrévarzec vers 1700, puis à Briec.
Jean-Baptiste Ogée décrit ainsi Landrévarzec en 1778 :

« Landrévarzec ; dans un fond, à peu de distance de la route de Quimper à Landerneau ; à 2 lieues au nord-nord-est de Quimper, son évêché, sa subdélégation et son ressort ; et à 38 lieues de Rennes. Cette paroisse, dont la cure est présentée par l'abbé de Landévennec, relève du Roi et compte 1 000 communiants, y compris ceux de Trefflez [Tréflez], sa trève. c'est un pays couvert [ de bocage ], où l'on vit des montagnes [sic], des vallons, des terres en labeur très bien cultivées, et des landes dont le sol est stérile. »

### Quilinen
Quilinen était sous l'Ancien Régime une trève de la paroisse de Landrévarzec.

### Révolution française
L'assemblée des paroissiens de Landrévarzec se réunit le 14 avril 1789 pour rédiger le cahier de doléances de Landrévarzec. Les paysans se plaignent notamment que « le droit de moute est très onéreux au peuple et surtout à la classe la plus indigente ».
La paroisse de Landrévarzec et sa trève de Tréflès (Trolez), qui comprenaient alors 134 feux, élurent deux délégués, Laurent Kerbouach et Hervé Suignar, pour les représenter à l'assemblée du tiers-état de la sénéchaussée de Quimper au printemps 1789.
En 1790 est créée la vaste commune de Briec, qui inclut Landrévarzec, Quilinen, ainsi que Landudal, au grand mécontentement de la population contrainte à de longs déplacements, par des chemins souvent boueux, pour les cérémonies religieuses et notamment les baptêmes, mariages et enterrements.
Lors de la vente des biens nationaux, quatre paysans de Landrévarzec s'associèrent pour acheter les terrains de l'enclos paroissial, l'église elle-même tombant en ruine et la paroisse supprimée, rattachée à Briec.
Pierre Corgat (originaire de Plourac'h) , recteur de Landrévarzec, ainsi que Bourbigo, son vicaire, et le curé de Quilinen, Guillaume L'Abbé, furent réfractaires ; le premier fut déporté à l'Île de Ré en 1798-1799 et le recteur de Quilinen fut déporté en Espagne.
Michel-Armand de Cornouaille, dit « le comte de Cornouaille », célèbre chef chouan, est né le 22 décembre 1777 au manoir de Kerlez (Trolez), alors dans la paroisse de Landrévarzec, mais qui dépendait de la commune de Briec pendant la Révolution française. Il participa à la Chouannerie locale dont il fut l'un des chefs (chef de la 9e légion de chouans, il était surnommé "Carnage") aux côtés de Jean François Edme Le Paige de Bar pendant la Révolution française, organisant notamment l'assassinat de Pierre Briand, ancien député à l'Assemblée législative, juge de paix et administrateur du canton de Briec, le 17 brumaire an VIII (7 novembre 1799) à Landudal ; il fut aussi soupçonné d'avoir participé à l'assassinat de l'évêque de Quimper, Yves Marie Audrein le 19 novembre 1800, arrêté dans la diligence qui le transportait à la côte de Saint-André en Landrévarzec ; en 1815, il organisa l'insurrection de Quimperlé. Époux de Rose-Marie-Josèphe de Quélen, élevé au grade de chef de bataillon, il mourut à Quimper le 11 mai 1822.
Le marquis Alexandre Jean Sébastien de Plœuc émigra pendant la Révolution française.

### LeXIXesiècle

#### La lente création de la nouvelle paroisse de Landrévarzec

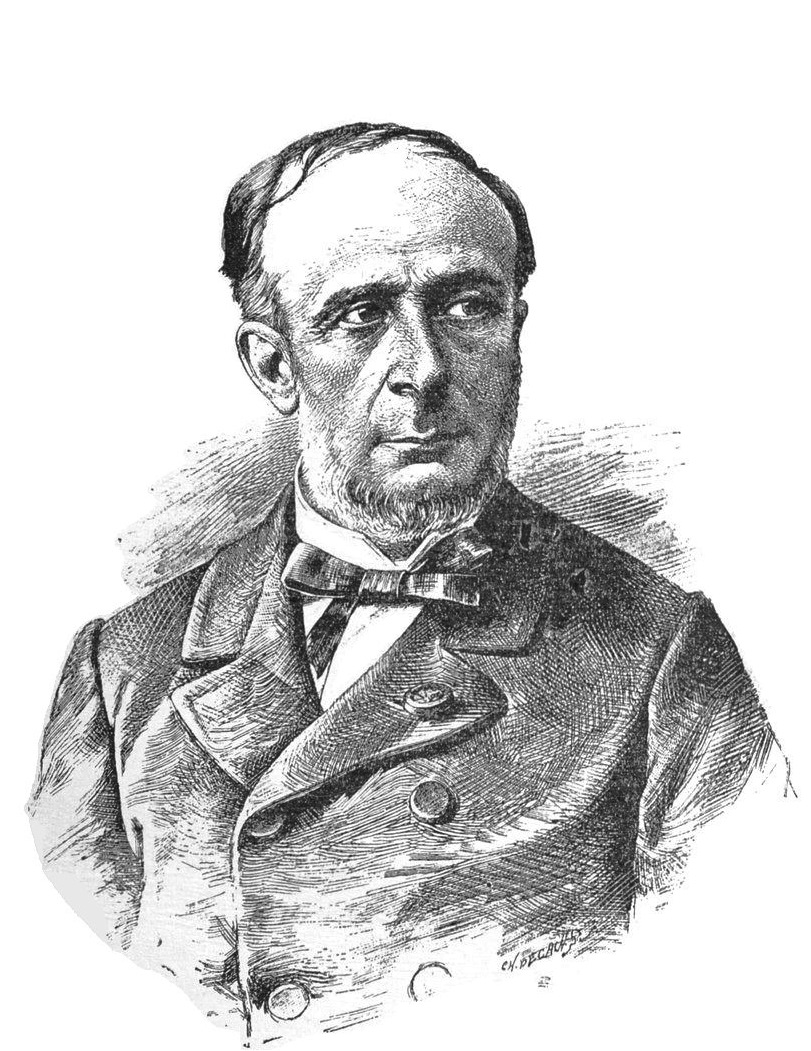
Portrait du marquis Alexandre Marie Sébastien de Plœuc (fils du marquis Alexandre Jean Sébastien de Plœuc), député de la Seine, décédé le 25 août 1887 au château de Kerguélégan, alors en Briec (désormais en Landrévarzec).

Dès 1806, des membres du conseil municipal de Briec demandent à l'évèque de Quimper la création d'une succursale à Quilinen ; la même demande est réitérée maintes fois, appuyée par le marquis Alexandre Jean Sébastien de Plœuc, et aboutit enfin en 1841 à la création de la nouvelle paroisse de Landrévarzec, laquelle inclut Quilinen, mais exclut Trolez [Tréflez] qui reste rattaché à Briec. Les dix-huit héritiers des quatre paysans qui avaient acheté les terrains de l'enclos paroissial abandonnèrent tous leurs quote-parts de ces biens demeurés indivis afin que l'église puisse être reconstruite. Informé de ce fait par le marquis de Plœuc qui le rencontra à Rome en 1854, le pape donna dix-huit médailles à l'intention de chacun de ces héritiers : elles leur furent remises solennellement par René-Nicolas Sergent, évêque du Finistère. Quand le marquis Alexandre Jean Sébastien de Plœuc décéda en 1858, son cœur fut déposé, grâce à une ouverture pratiquée dans la muraille, dans la chapelle Saint-Joseph, au sein de l'église paroissiale.

#### Une section de la commune de Briec
Le mécontentement de la population de Landrévarzec continue à propos de l'école, de l'entretien des bâtiments religieux (une pétition est signée par de nombreux habitants en 1856) ; la création d'un adjoint spécial (Michel Croissant) pour Landrévarzec en 1859 ne suffit pas à satisfaire les Landrévarzecois. Le Gac en 1861, Rannou en 1868 et Darcillon en 1874 furent successivement adjoint spécial pour la section de Landrévarzec au sein de la commune de Briec.
En 1874, la section de Landrévarzec, peuplée alors de 1 214 habitants, par 5 conseillers municipaux au sein du conseil municipal de Briec, composé en tout de 23 conseillers (la section de Briec, peuplée alors de 3 347 habitants était représentée par 14 conseillers municipaux et la section de Landudal, peuplée alors de 931 habitants, était représentée par 4 conseillers municipaux).

#### Un exemple d'émigration
En 1889 Jean-Marie Rannou et sa femme Françoise Le Grand, de Landrévarzec, et leurs cousins Jean et Guillaume Le Grand émigrent à Ville-Marie, près du lac Témiscamingue, au Québec. Ayant eu 9 enfants, leurs descendants sont plusieurs centaines désormais.

#### L'indépendance communale

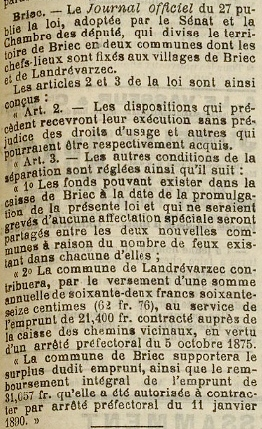
Article du journal La Dépêche de Brest et de l'Ouest relatant la loi créant la commune de Landrévazec et les dispositions prises dans le cadre de la séparation d'avec Briec.

Landrévarzec est détaché de Briec par la loi du 25 mai 1893 ; le projet de loi tendant à distraire la section de Landrévarzec de la commune de Briec a été discuté à l'Assemblée nationale le 28 avril 1893.
Lors des premières élections municipales consécutives à la création de la commune « sept républicains sont élus par 137 à 142 voix, et quatre réactionnaires par 137 à 138 voix. M. Darsillon |Darcillon], porté sur les deux listes, est élu par 270 voix ». Le Gars est élu maire le 13 août 1893. Lors des élections municipales de 1900, le journal La Dépêche de Brest et de l'Ouest écrit à l'issue du premier tour : « À Landrévarzec, une partie de la liste réactionnaire est réélue ; une autre partie est en ballotage. La lutte a été très chaude ». À la suite d'un recours, l'élection de 4 conseillers municipaux fut annulée car ils avaient été proclamés élus au premier tour sans avoir obtenu la majorité absolue ; il fallut revoter.
La construction d'un groupe scolaire au bourg de Landrévarzec est décidée dès 1894 et achevée en 1895.
Jean-Marie Darcillon, maire de Landrévarzec, est élu conseiller d'arrondissement en 1898.

### LeXXesiècle

#### La Belle Époque

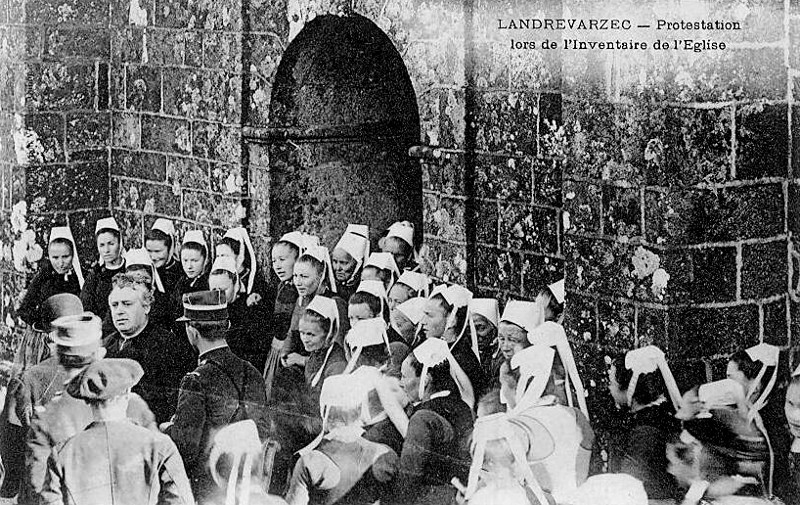
Manifestation de protestation devant l'église paroissiale Saint-Guénolé lors de l'inventaire des biens d'église (vers 1906, carte postale Villard).

En réponse à une enquête épiscopale organisée en 1902 par François-Virgile Dubillard, évêque de Quimper et de Léon en raison de la politique alors menée par le gouvernement d'Émile Combes contre l'utilisation du breton par les membres du clergé, le recteur de Landrévarzec, l'abbé Souben, écrit : « Les instructions paroissiales se font toujours ici en breton » ; dans un rapport daté de décembre 1902, le préfet du Finistère indique qu'à Landrévarzec « le breton est seul en usage ».
Les religieuses de l'Ordre de Saint-Joseph de Cluny tenaient une école privée à Landrévarzec. Une école publique de filles existait aussi au début du XXe siècle. Elles assistaient et soignaient aussi gratuitement les malades à domicile.
Henry de Robien écrit en 1910 que les communes du canton de Briec, notamment Briec, Landrévarzec, Landudal et Langolen « constituent une zone merveilleuse pour la production du cheval de trait léger, du bidet compact ».

#### La Première Guerre mondiale
Le monument aux morts de Landrévarzec porte les noms de 76 soldats et marins morts pour la France pendant la Première Guerre mondiale ; parmi eux trois au moins ont été décorés à la fois de la Médaille militaire et de la Croix de guerre : Jean Hénaff (tué dès le 21 août 1914 à Arsimont (Belgique), Jean Pétillon (tué le 27 juillet 1916 à Flaucourt (Somme) et Michel Bloc'h (tué le 14 août 1916 à Estrées (Somme).

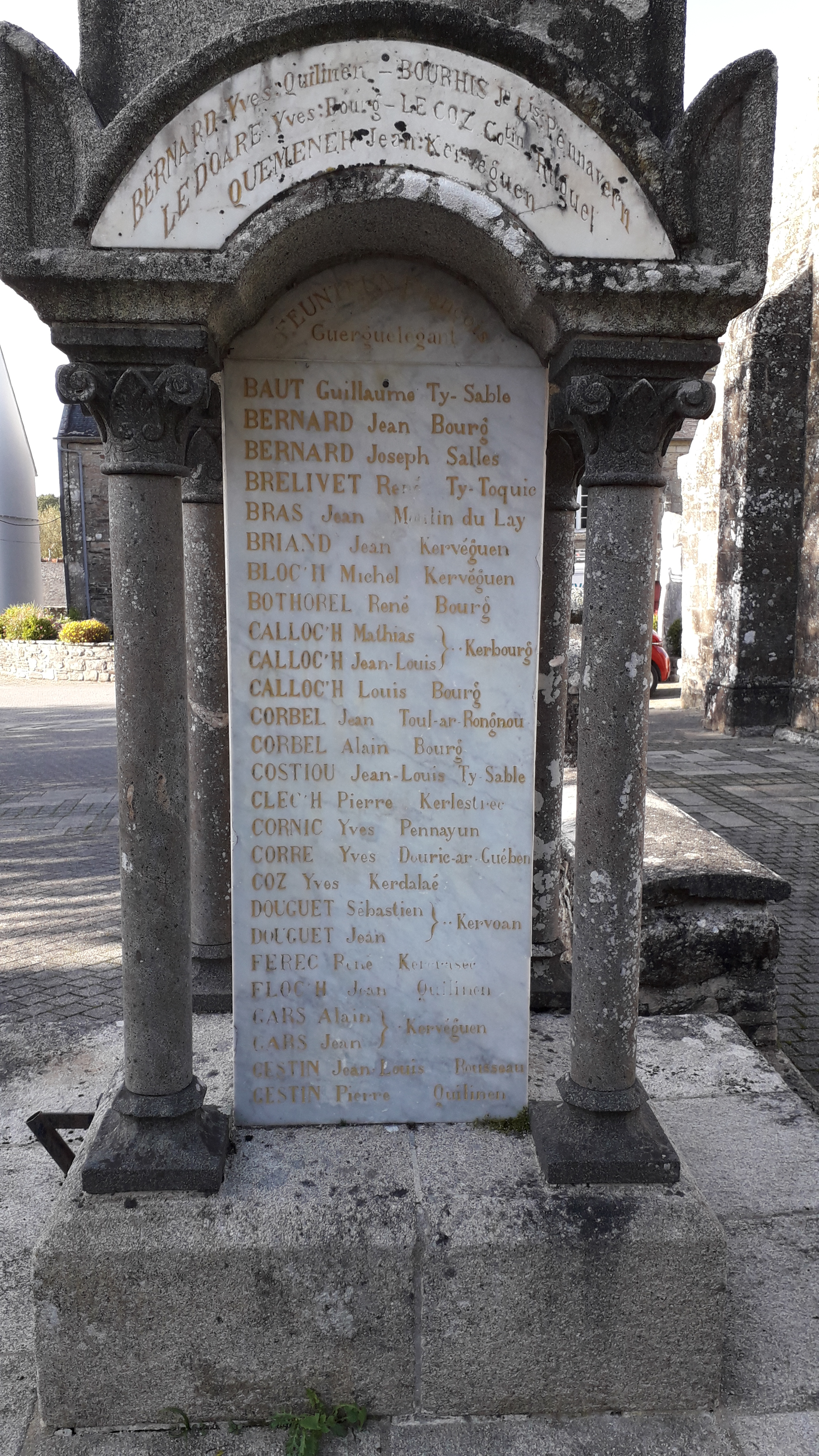
Liste des morts de la Première Guerre mondiale sur le monument aux morts 1.
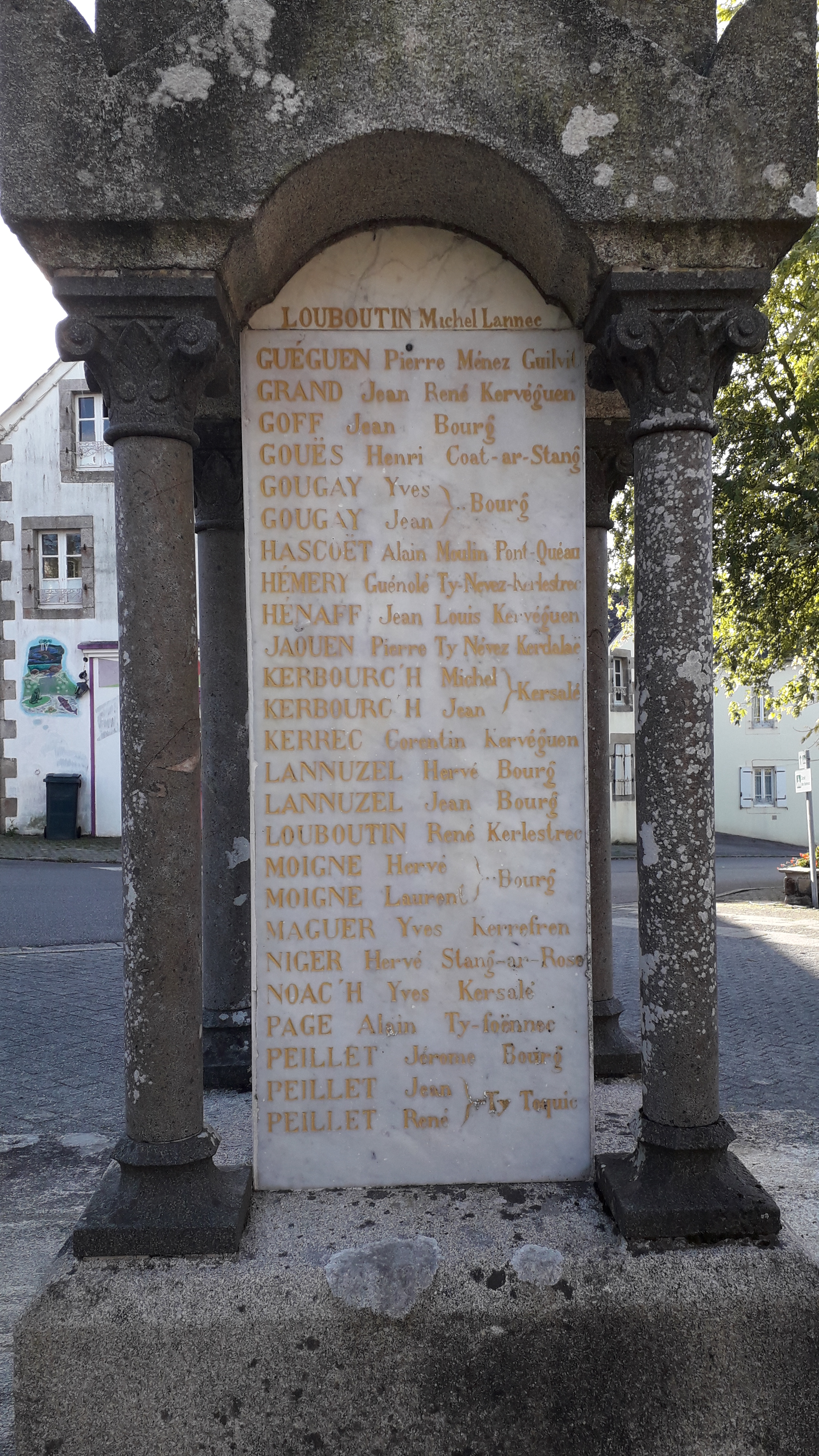
Liste des morts de la Première Guerre mondiale sur le monument aux morts 2.
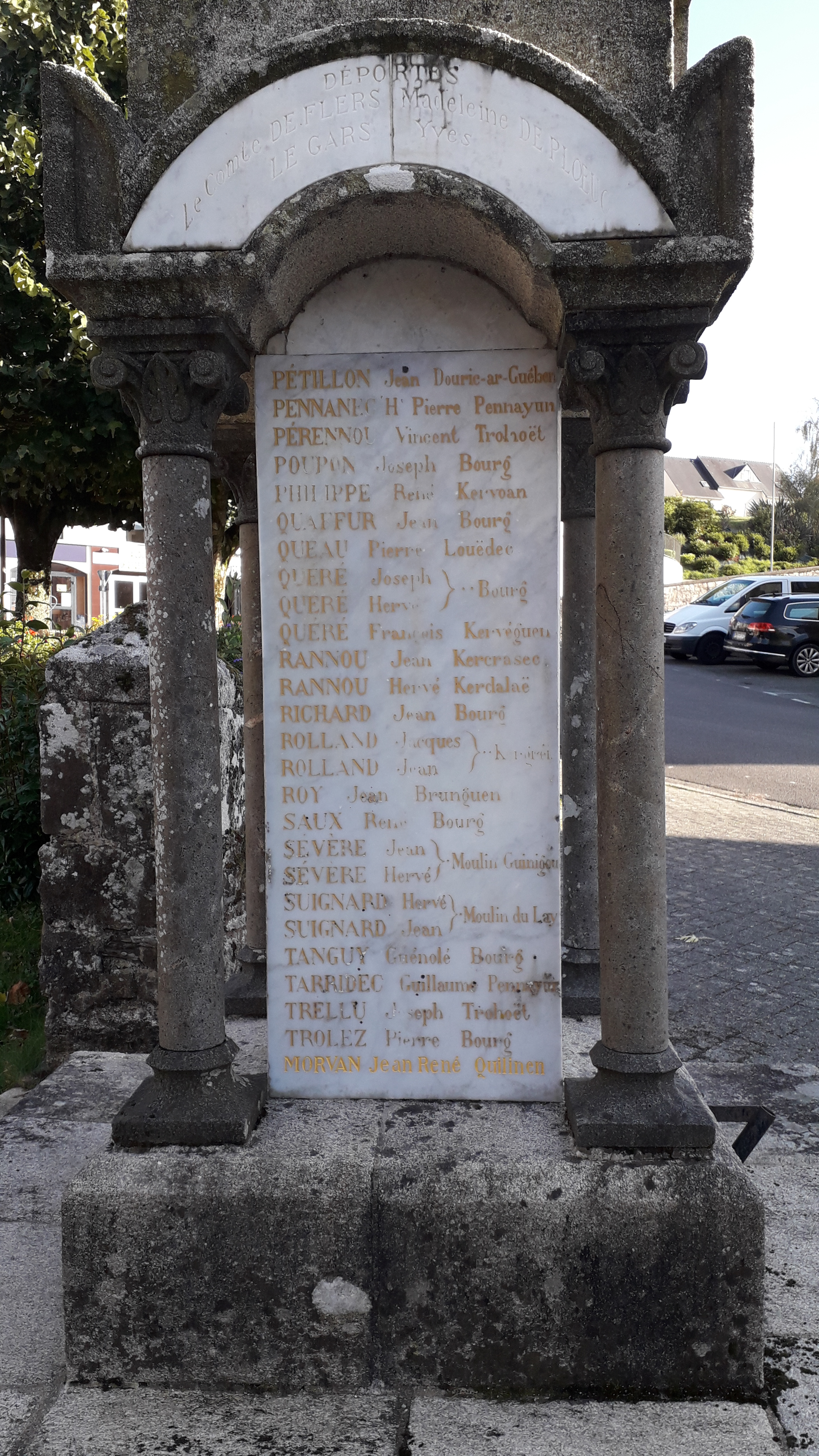
Liste des morts de la Première Guerre mondiale sur le monument aux morts 3.

Le capitaine René de Plœuc, maire de Landrévarzec, fut cité à l'Ordre de la division en 1918 avec la mention suivante : « Capitaine de réserve de cavalerie rayé des cadres pour maladie contractée au service et dégagé de toute obligation militaire ; malgré son âge (51 ans), a repris du service au front dans une division d'infanterie. À peine arrivé, a exécuté avec une crânerie superbe qui a fait l'admiration de tous, une reconnaissance des plus périlleuses en première ligne, sous un feu particulièrement vif de mitrailleuses, rapportant au commandement les renseignements les plus précieux. Modèle de dévouement et de devoir simplement accompli ». Le capitaine de Plœuc acheta le château de Kerambleis en Plomelin et fut maire de Landrévarzec.

#### L'Entre-deux-guerres

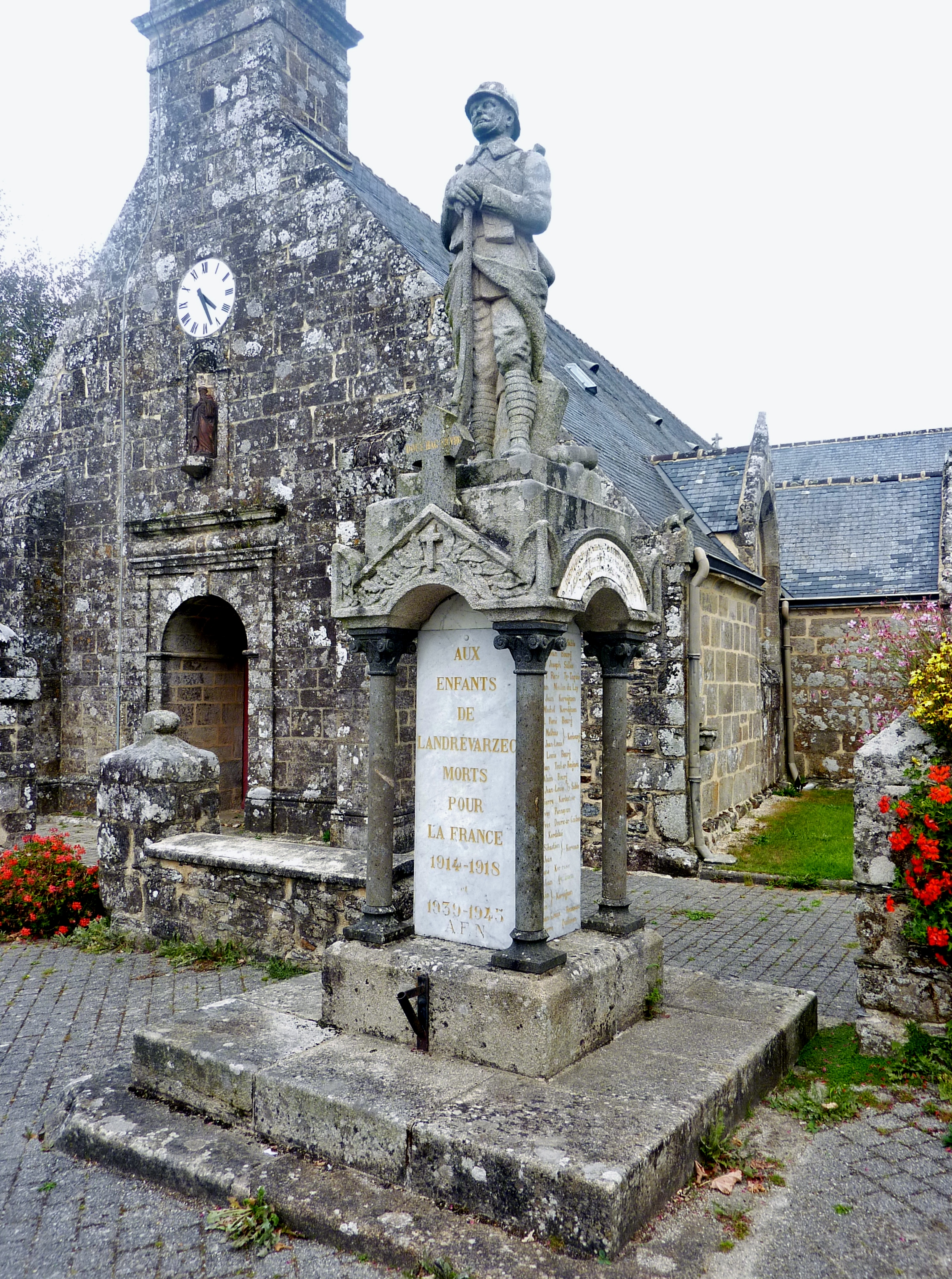
Le monument aux morts de Landrévarzec.

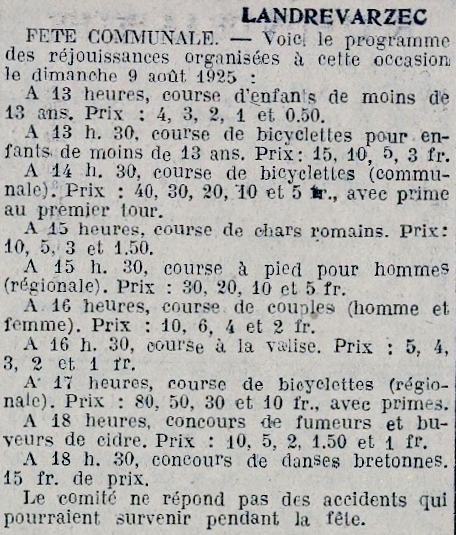
Le programme de la fête communale de Landrévarzec organisée le 9 août 1925 (Journal La Dépêche de Brest et de l'Ouest).

Le monument aux morts de Landrévarzec est inauguré le 28 mars 1921 ; une grande fête fut organisée ce jour-là.
À partir du 25 octobre 1922 un service de voyageurs par automobile fut assuré pour relier la gare de Quéménéven à Landrévarzec et Briec à l'arrivée du train de 16 heures.
La translation du cimetière de Landrévarzec est décidée en 1923.
En 1926 le Conseil municipal de Landrévarzec demande et obtient la création de deux foires annuelles qui se tiendraient au chef-lieu de la commune le lundi de la Trinité et le troisième lundi de décembre.
Une agence postale ouvre à Landrévarzec le 18 juin 1928. Le même mois Jean Scordia est nommé « messager communal et tambour-afficheur » de Landrévarzec.

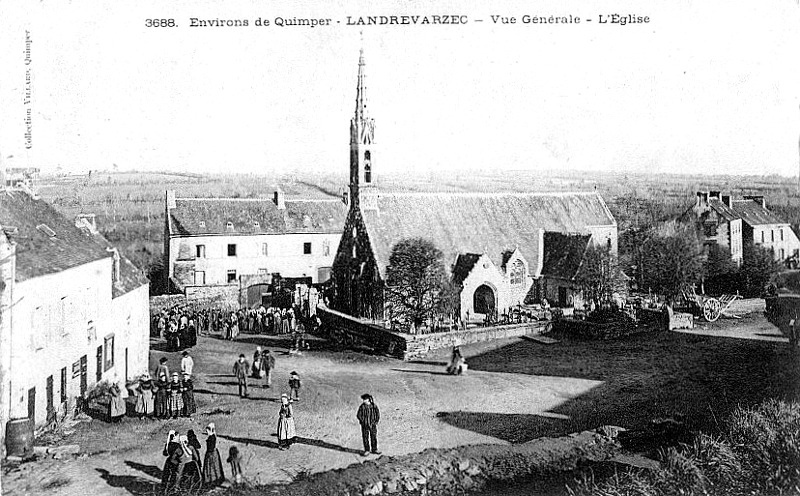
L'église paroissiale de Landrévarzec et la place du bourg vers 1925 (carte postale Villard).
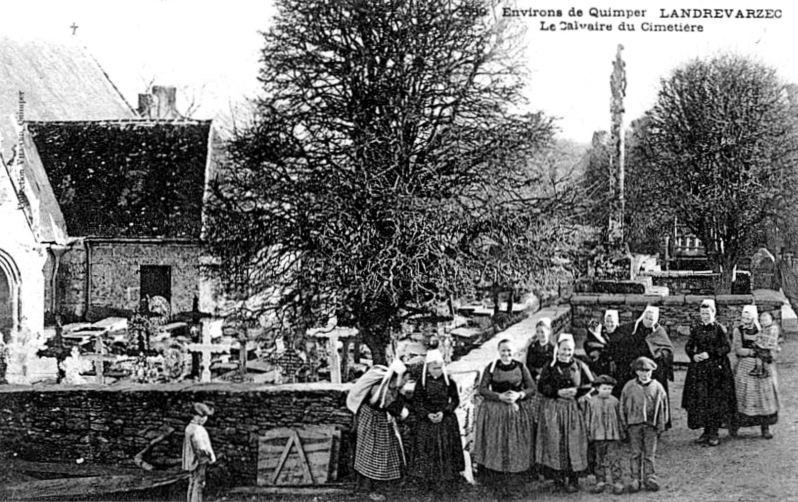
Le cimetière autour de l'église paroissiale Saint-Guénolé et le calvaire vers 1920 (carte postale Villard).

Lors des élections municipales de 1935 « la iste sortante de droite est entièrement élue ».

#### La Seconde Guerre mondiale
Le monument aux morts de Landrévarzec porte les noms de 10 personnes mortes pour la France pendant la Deuxième Guerre mondiale. Parmi elles, Marcel de La Motte-Ango de Flers (Marcel de Flers), maire de Landrévarzec de mars 1937 à septembre 1938, époux de Béatrice de Plœuc (ils habitaient le château de Guerguélegan), résistant, chef d'un réseau de l'Armée secrète, est mort pour la France en déportation au camp de concentration de Gusen ; Hélène de Plœuc (née le 28 janvier 1896 à Reims, décédée le 5 avril 1945 au camp de concentration de Bergen-Belsen, infirmière secouriste du Secours National et de la Défense passive, belle-sœur de Marcel de Flers ; Yves Le Gars, résistant du réseau Turma-Vengeance, déporté au camp de concentration de Neuengamme , évacué par mer vers la Suède à bord du paquebot Cap Arcona, lequel est coulé par erreur par la RAF au large de Lübeck le 3 mai 1945.
Yann Bothorel, de Landrévarzec, a été assassiné par des résistants pour faits de collaboration avec l'Allemagne.

#### Jean Sizorn, le rebouteux de Pont-Quéau
Jean Sizorn, meunier à Pont-Quéau, donnait depuis des années des consultations de rebouteux au moulin et, certains jours, à Quimper et à Douarnenez ; il avait une nombreuse clientèle en raison de sa réputation. Il fut poursuivi en 1951 à la requête de l'Ordre des médecins pour exercice illégal de la médecine. Convoqué au tribunal de Quimper le 5 novembre 1951, il est soutenu par une foule nombreuse qui l'accompagne jusqu'au palais de justice et bénéficie de nombreux témoignages de soutien. Lors de la reprise du procès le 17 novembre 1951, des pancartes de soutien sont brandis par les manifestants : « Sizorn le bienfaiteur »,  « Foutez-lui la paix ! ». Il est condamné à une peine symbolique (500 francs d'amende avec sursis et le franc symbolique à titre de dommages et intérêts pour l'Ordre des médecins) ; le substitut du procureur de la République avait demandé au tribunal de ne pas condamner « un bienfaiteur de l'humanité ».

### LeXXIesiècle

#### Le réaménagement de la place de la Fontaine
Le réaménagement de la place de la Fontaine est achevé en 2023 : les travaux ont permis de créer une grande place destinée à accueillir des nations (le mobilier urbain étant amovible), de lui donner un aspect plus sécuritaire en traçant la route en forme de "S" pour casser la vitesse des véhicules et de recréer un ruisseau à ciel ouvert, agrémenté d'une cascade, avec une aire de pique-nique. Mais cette réalisation est contestée par l'opposition municipale qui reproche au maire la non régularité des travaux entrepris et leur coût (952 792 euros.

## Héraldique
| Blason | Blasonnement : D'argent aux trois fasces de gueules accompagnées, en chef, d'une volute de crosse de sable issant de la première fasce, accostée de quatre mouchetures d'hermine du même, à la bordure d'azur chargée de neuf quintefeuilles du champ. Commentaires : Armoiries inscrites à l'armorial officiel du Finistère,. Le blason est entouré d'une bordure d'azur, couleur du Pays Glazik, décorée de quintefeuilles d'argent. La crosse de sable qui se trouve entre les mouchetures d'hermines rappelle le lien étroit entre l'abbaye de Landévennec et la paroisse de Landrévarzec pendant des siècles à travers le personnage de Saint-Guénolé. Le fond de l'écu d'argent à trois fasces de gueules surmontées en chef de quatre hermines de sable reprennent les armes de la famille Kerguelen qui a vécu un temps à Landrévarzec. |

## Politique et administration

### Liste des maires
| Période                                  | Période   | Identité             | Étiquette | Qualité |
| ---------------------------------------- | --------- | -------------------- | --------- | --- |
| Les données manquantes sont à compléter. |           |                      |           | |
| 1872                                     |           | Jean Bozec           |           | Maire de Briec. Conseiller général. Cultivateur.                                                                                   |
| 1879                                     | 1882      | Pierre Dandurand     |           | Maire de Briec. Notaire. |
| 1882                                     | 1883      | Michel Croissant     |           | Maire de Briec. Cultivateur. |
| 1883                                     | 1884      | Hervé Le Gac         |           | Maire de Briec. Cultivateur. |
|                                          | 1893      | Yves Croissant       |           | Premier maire de Landrévarzec au début de l'indépendance communale. Agriculteur.                                                   |
| 1893                                     | 1896      | Jean Le Gars         |           | Mercier. |
| 1896                                     | 1912      | Jean-Marie Darcillon |           | Cultivateur. |
| 1913                                     | 1917      | René de Plœuc        |           | Capitaine aux affaires de guerre franco-américaines en 1919. Chevalier de la Légion d'honneur. Habitait le château de Kerguélégan. |
| 1919                                     | 1935      | Jean Rolland         |           | Cultivateur. |
| 1937                                     | 1938      | Marcel de Flers      |           | Lieutenant-colonel d'aviation de réserve                                                                                           |
| 1938                                     | 1943      | René Le Gars         |           | Cultivateur. |
| 1947                                     | 1948      | Illiou               |           | Meunier. |
| 1951                                     | 1952      | Mérour               |           | Cultivateur. |
| 1953                                     | 1959      | Corentin Guyader     |           | Boulanger. |
| 1959                                     | 1971      | Yves Guyader         |           | Charcutier. |
| 1971                                     | 1983      | Jean Rolland         |           | |
| 1983                                     | 1995      | Pierre Guézennec     |           | |
| 1995                                     | mars 2014 | Lucien Kerrec        | DVD       | |
| mars 2014                                | mai 2020  | Hervé Trellu         | DVG       | Retraité de la fonction publique                                                                                                   |
| mai 2020                                 | En cours  | Paul Boëdec          | DVD       | Agriculteur |

### Jumelages
Landrévarzec est jumelé avec la commune de Charnay, une commune qui se trouve au nord de Lyon, dans le département du Rhône.

## Langue et culture bretonne
- L'adhésion à la charte Ya d'ar brezhoneg a été votée par le conseil municipal le 7 novembre 2008.
- Le cercle celtique "Gwen ha Du", créé en 1973.

## Monuments et sites

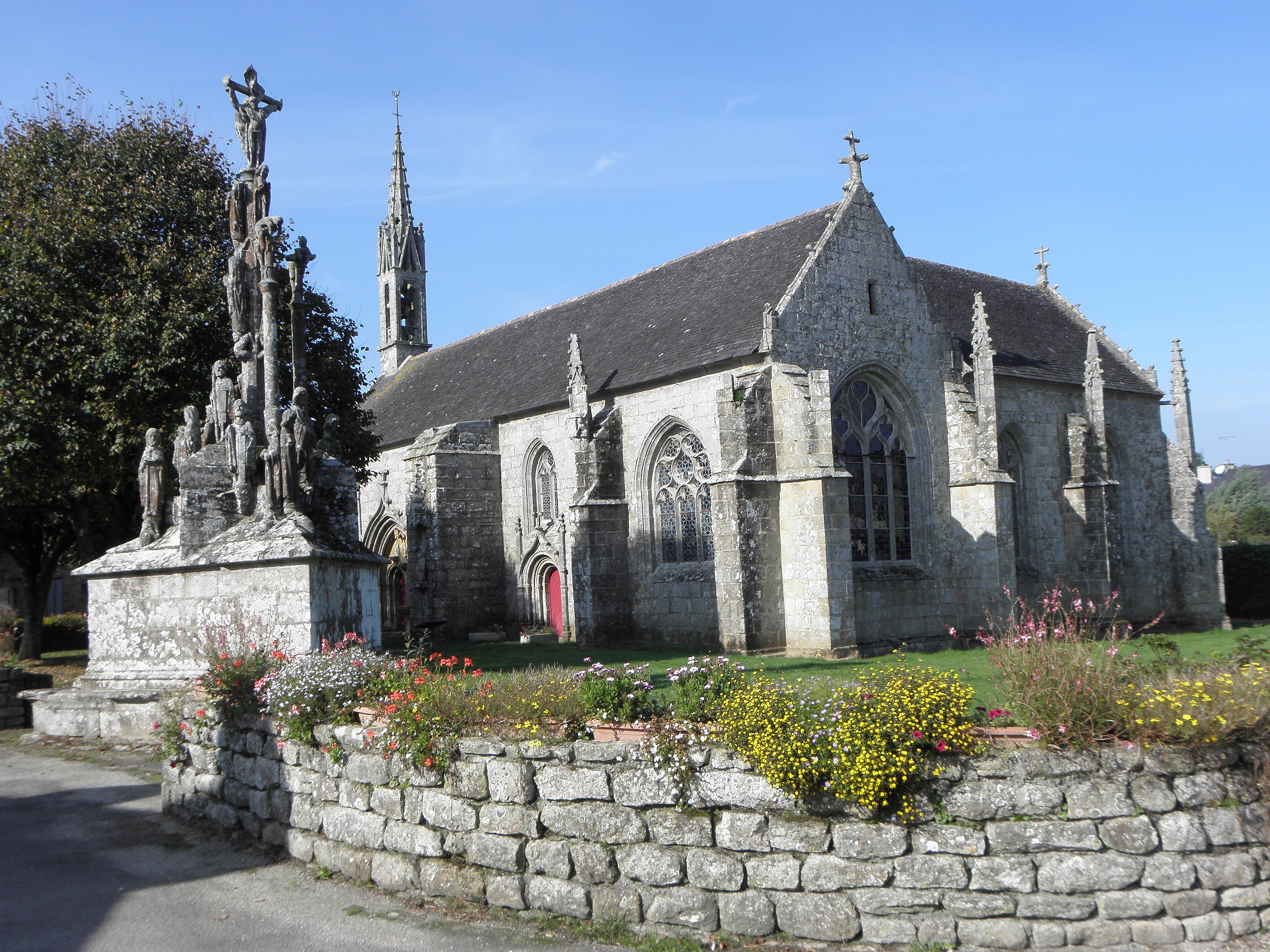
La chapelle Notre-Dame de Quilinen.

- La Chapelle Notre-Dame et le calvaire de Quilinen ; ils sont inscrits au titre des Monuments historiques depuis 1925 et ont été classés en 1990. La chapelle est décrite en détail par René Legrand dans un article disponible sur Internet[75].

« Le calvaire, probablement du milieu du XVIe siècle, est le plus beau des environs de Quimper. Sur un soubassement constitué par deux massifs triangulaires superposés l'un à l'autre de façon que les angles du second ressortent au milieu des côtés du premier, s'étagent une Vierge de Pitié, les Apôtres et des Saintes Femmes. Dominant le tout, les gibets des Larrons se pressent contre la croix du Sauveur. Il en résulte une impression de mouvement ascensionnel très accentué. Ce calvaire a été imité non loin de là, à Saint-Venec, en Briec ».
- L'Église paroissiale Saint-Guénolé et Sainte-Trinité : datant du XVIIIe siècle, elle est en forme de croix latine, elle était une étape du Tro Breizh ; elle comprend une nef de trois travées avec bas-côtés, un transept avec une chapelle polygonale au sud et un chœur à chevet plat. Le porche sud a un plafond en forme de voûte en berceau et est surmonté d'un arc brisé. Le portail ouest est surmonté d'une statue de saint Guénolé. Une pierre de l'ancienne sacristie porte la date de 1752 et celle de 1762 est inscrite sur la façade ouest. L'intérieur a un plafond en forme de voûte en berceau lambrissé et peint en bleu. Trois panneaux en bois de l'ancienne chaire à prêcher datant du XIXe siècle et représentant trois des Évangélistes (dont saint Jean et saint Marc) sont placés près de l'autel nord. Des statues en pierre de saint Jean l'Évangéliste et de saint Guénolé, datant du XVIe siècle, ainsi qu'un Christ en croix sont près du maître-autel. L'église possède aussi un bas-relief polychrome représentant la Sainte Trinité. Au-dessus de l'autel nord, une inscription sur une plaque en ardoise indique : « À M. le marquis de Plœuc, restaurateur et bienfaiteur. La paroisse de Landrévarzec reconnaissante. Derrière cete plaque a été placé son cœur le 28 8bre [août] 1858 » Les vitraux, modernes, sont dus à Jean-Pierre Le Bihan[77]. La Fondation du patrimoine a signé en 2021 une convention avec la commune de Landrévarzec pour la restauration de l'église[78].

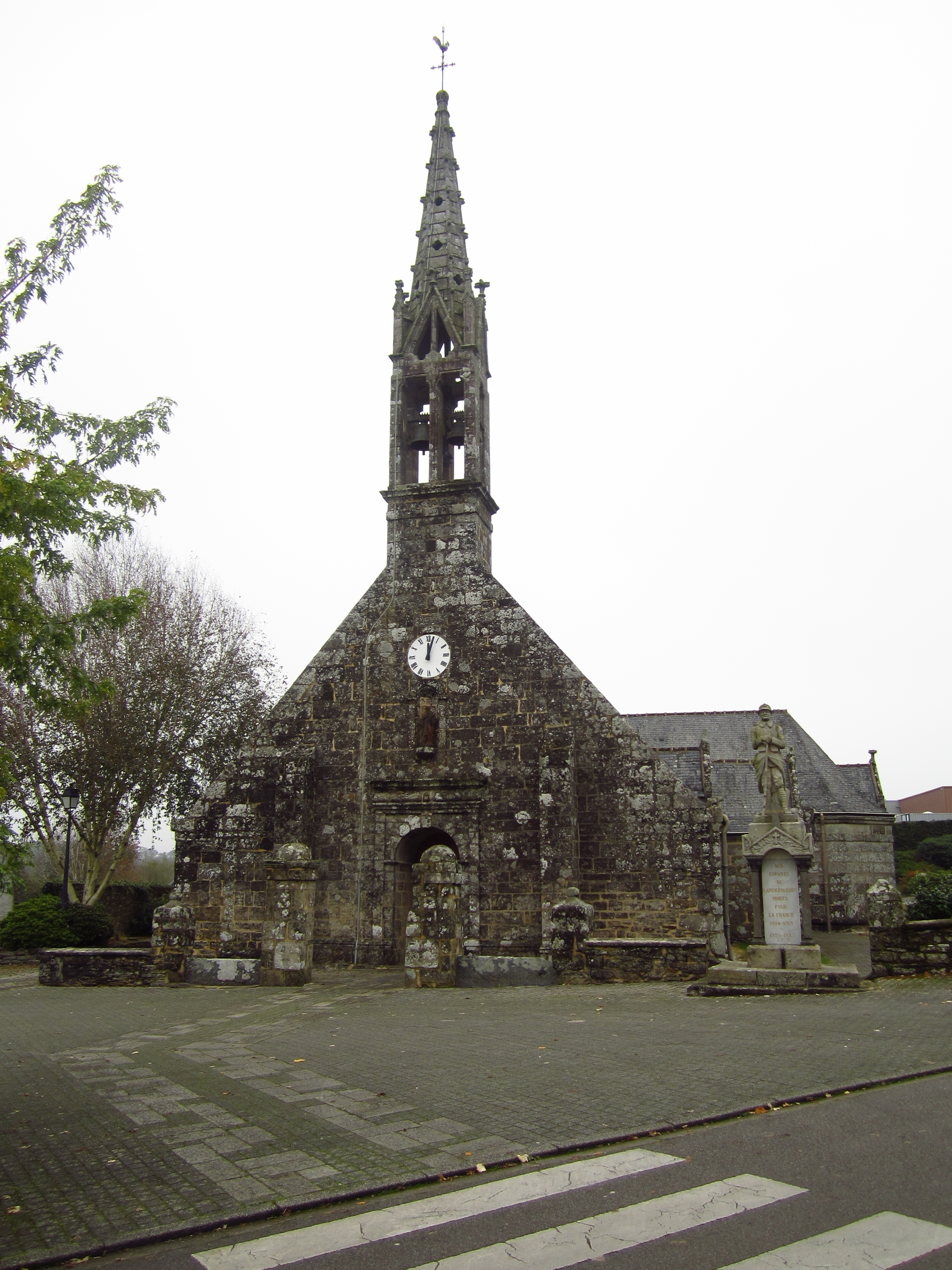
L'église Saint-Guénolé : la façade.
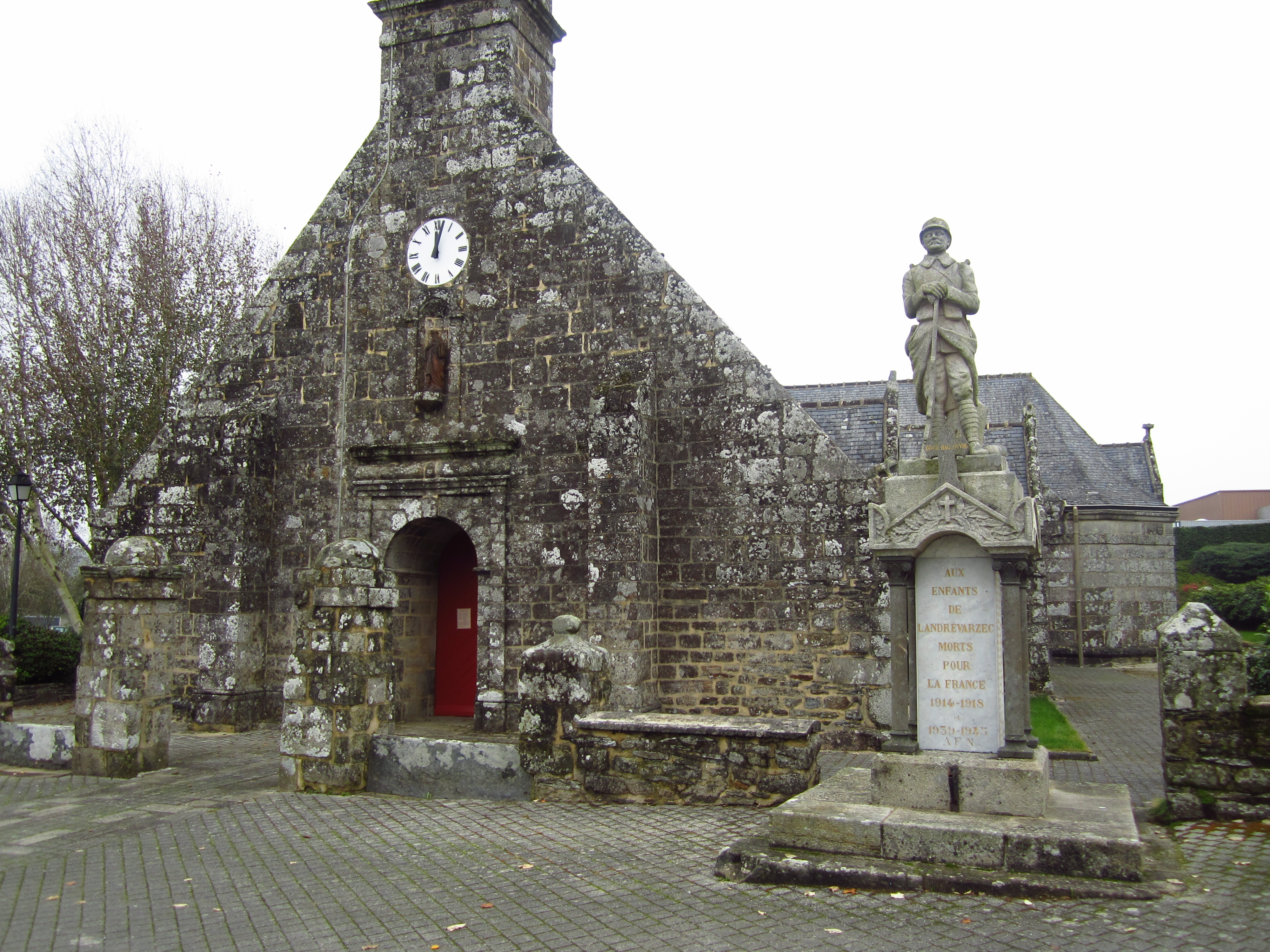
L'église Saint-Guénolé : la façade et le monument aux morts.

- La fontaine Saint-Jean, située près de l'abside de l'église paroissiale ; elle était fréquentée par le passé par les pèlerins du Tro Breizh pour les maladies des yeux.
- La fontaine et le lavoir de Saint-Guénolé, datés de 1749, se trouvent à 50 mètres au nord-ouest de l'église paroissiale.
- La commune possède six croix et calvaires : les croix de Kerdalaë (1731), de Kertilès (fin XVIe siècle, du cimetière (XVIe siècle ; elle porte la date de 1925, qui correspond à la translation du cimetière), du Rest (XVIe siècle) et de Voëz-Don (croix monolithe datant probablement du XVIIIe siècle) et le calvaire de Quilinen[79].

- Le château de Kerguélégan ; il date du XVIIIe siècle et est situé à 1,4 km à l'ouest du bourg ;  il fut d'abord la propriété de la famille de Kerguélen (qui possédait également le manoir de Pennaryeun), puis de la famille de Plœuc jusqu'en 1954. Une photographie de ce manoir prise avant la Seconde Guerre mondiale est visible sur le site Internet Archives départementales du Finistère (fonds Godineau)[80].
- "Un jardin à Landrévarzec", jardin privé ouvert à la visite en saison touristique présentant des plantes des cinq continents[81].

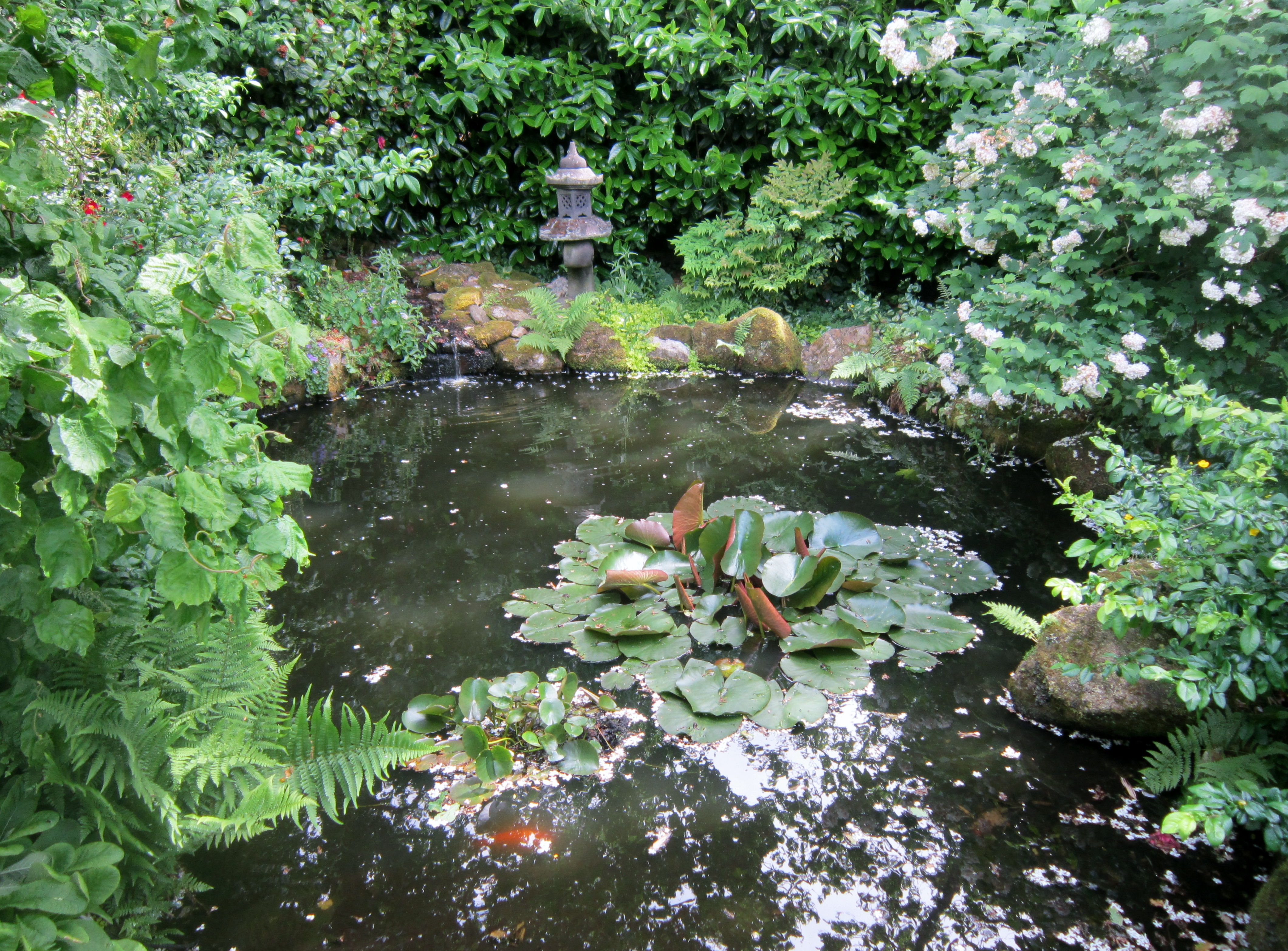
"Un jardin à Landrévarzec" 1.
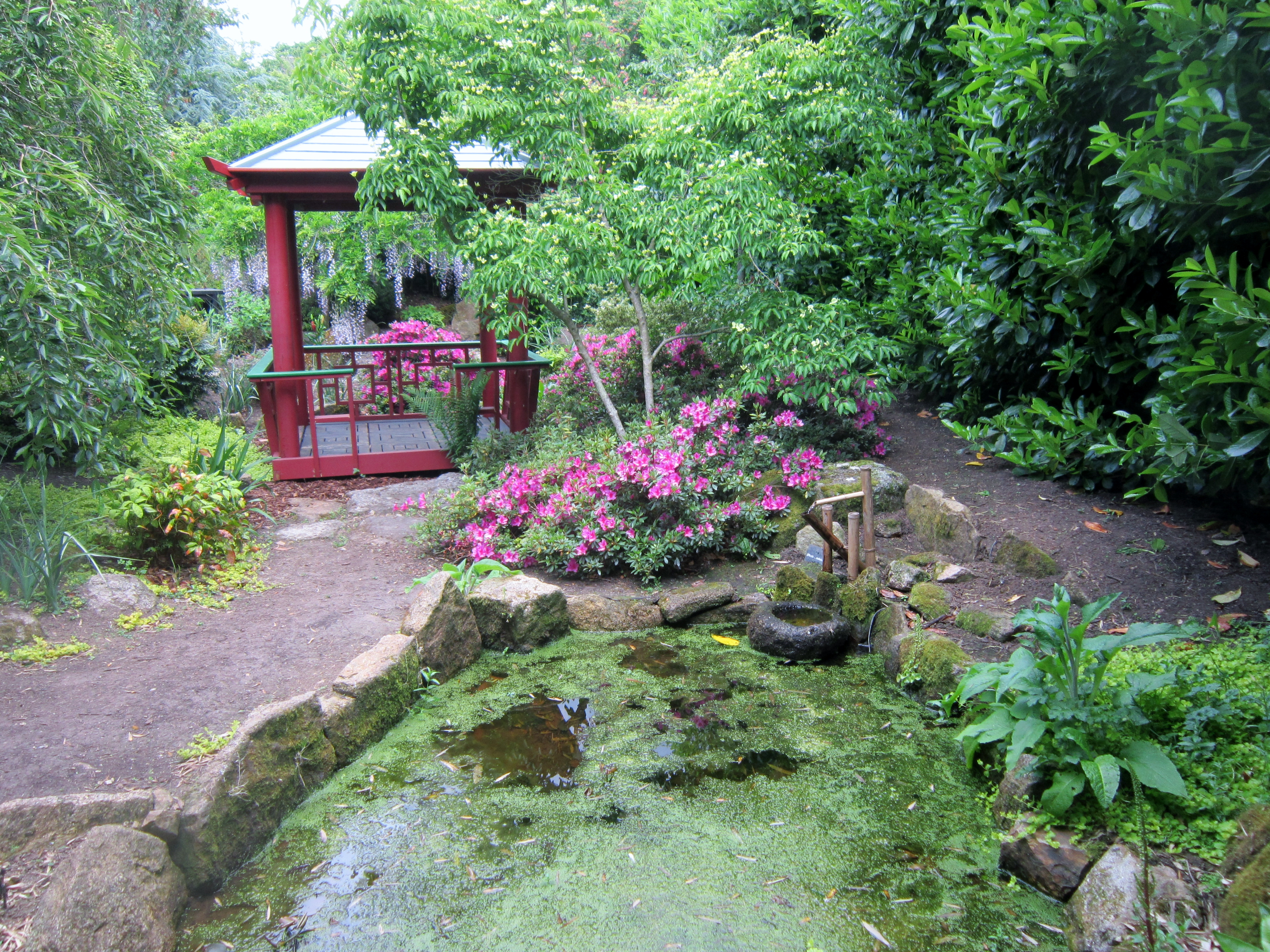
"Un jardin à Landrévarzec" 2.

## Démographie
L'évolution du nombre d'habitants est connue à travers les recensements de la population effectués dans la commune depuis 1896. Pour les communes de moins de 10 000 habitants, une enquête de recensement portant sur toute la population est réalisée tous les cinq ans, les populations de référence des années intermédiaires étant quant à elles estimées par interpolation ou extrapolation. Pour la commune, le premier recensement exhaustif entrant dans le cadre du nouveau dispositif a été réalisé en 2004.
En 2022, la commune comptait 1 874 habitants, en évolution de +2,07 % par rapport à 2016 (Finistère : +2,16 %, France hors Mayotte : +2,11 %).
| 1896  | 1901  | 1906  | 1911  | 1921  | 1926  | 1931  | 1936  | 1946  |
| ----- | ----- | ----- | ----- | ----- | ----- | ----- | ----- | ----- |
| 1 453 | 1 558 | 1 527 | 1 543 | 1 513 | 1 365 | 1 242 | 1 182 | 1 134 |

| 1954  | 1962  | 1968  | 1975  | 1982  | 1990  | 1999  | 2004  | 2006  |
| ----- | ----- | ----- | ----- | ----- | ----- | ----- | ----- | ----- |
| 1 095 | 1 054 | 1 025 | 1 090 | 1 240 | 1 372 | 1 452 | 1 546 | 1 560 |

| 2009  | 2014  | 2019  | 2022  | - | - | - | - | - |
| ----- | ----- | ----- | ----- | - | - | - | - | - |
| 1 612 | 1 822 | 1 850 | 1 874 | - | - | - | - | - |

## Personnalités liées à la commune
- Hervé Saliou, né en 1935, fut fabricant et sculpteur de meubles bretons et de statues en bois et en pierre, assurant également de nombreuses restaurations d'œuvres anciennes du patrimoine. Ancien président du club de football de Landrévarzec, il participe aussi à l'« Official Center World » (« Centre officiel du monde »), projet pharaonique d'un milliardaire américain, situé à Felicity (Californie). Il a été fait chevalier de la Légion d'honneur en 2021[86]